# Fußballnationalmannschaft der Republik Kongo
Die Fußballnationalmannschaft der Republik Kongo, Spitzname Diables Rouges,
ist die Fußball-Auswahl der Republik Kongo und untersteht der Fédération Congolaise de Football. Der größte Erfolg war der Gewinn des Afrika-Cups 1972 als Volksrepublik Kongo. Der Mannschaft ist es bisher noch nicht gelungen, sich für eine Fußball-Weltmeisterschaft zu qualifizieren.
2025 wurde die Mannschaft von der FIFA während der Qualifikationsrunde von der Fußball-WM 2026 ausgeschlossen. Grund dafür ist ein Machtkampf zwischen dem kongolesischen Fußballverband FECOFOOT und dem Sportministerium. Laut FIFA haben sich „Dritte in besonders schwerwiegender Weise in die Angelegenheiten des Verbandes eingemischt [...], was einen klaren Verstoß gegen die Verpflichtungen von FECOFOOT darstellt“. Die Suspendierung werde erst aufgehoben, wenn der Verband „die Rückgabe der vollständigen Kontrolle“ über seine Geschäfte und Gebäude ohne staatliche Einmischung erreiche. Dazu gehöre auch die Kontrolle über alle Bankkonten, die an „die von der FIFA und der CAF anerkannten Zeichnungsberechtigten“ zurückgegeben werden müssen.

## Turniere

### Weltmeisterschaften
| 1930 bis 1962 – keine Teilnahme           |
| 1966 – Anmeldung durch die FIFA abgelehnt |
| 1970 – keine Teilnahme                    |
| 1974 bis 1978 – nicht qualifiziert        |
| 1982 bis 1990 – keine Teilnahme           |
| 1994 bis 2026 – nicht qualifiziert        |

In der Qualifikation für die WM in Brasilien traf die Republik Kongo zunächst in Hin- und Rückspielen auf São Tomé und Príncipe. Das Auswärtsspiel wurde mit 5:0 gewonnen, im Heimspiel gab es danach ein 1:1, wodurch die 2. Runde erreicht wurde. In diesen Spielen waren Burkina Faso, Gabun und der Niger die Gegner. Durch ein 2:2 gegen den Niger am letzten Spieltag verpasste die Republik Kongo die Qualifikation für die beiden Playoff-Spiele gegen einen anderen Gruppensieger und wurde mit einem Punkt Rückstand Gruppenzweiter hinter Burkina Faso.

### Afrikameisterschaften
| 1957 bis 1965 – keine Teilnahme    |
| 1968 – Runde 1                     |
| 1970 – keine Teilnahme             |
| 1972 – Afrikameister               |
| 1974 – vierter Platz               |
| 1976 – nicht qualifiziert          |
| 1978 – Runde 1                     |
| 1980 bis 1988 – nicht qualifiziert |
| 1990 – keine Teilnahme             |
| 1992 – Viertelfinale               |
| 1994 bis 1998 – nicht qualifiziert |
| 2000 – Runde 1                     |
| 2002 bis 2013 – nicht qualifiziert |
| 2015 – Viertelfinale               |
| 2017 – nicht qualifiziert          |
| 2019 – nicht qualifiziert          |
| 2022 – nicht qualifiziert          |
| 2024 – nicht qualifiziert          |
| 2025 – nicht qualifiziert          |

### Afrikanische Nationenmeisterschaft
- 2009: nicht qualifiziert
- 2011: nicht qualifiziert
- 2014: Vorrunde
- 2016: nicht qualifiziert
- 2018: Viertelfinale
- 2020: Viertelfinale (wegen der COVID-19-Pandemie in den Januar 2021 verlegt)
- 2023: qualifiziert

### Teilnahmen an anderen Turnieren
African Games
- Sieger 1965 (als Kongo-Brazzaville)
- Vorrunde 1973

Seit 1991 sind die African Games ein U23-Turnier; die kongolesische U23 nahm seitdem nur 1995 an ihnen teil, sie schied in der Vorrunde aus.
Central African Games (ausgetragen 1976, 1981 und 1987)
- 2. Platz 1976
- 2. Platz 1981
- 4. Platz 1987

UNICAF-Cup 1999
- 4. Platz

Coupe UDEAC
- Sieger 1990
- 2. Platz 1984, 1985
- 3. Platz 1986, 1988, 1990
- Vorrunde 1989

Coupe de la CEMAC (Nachfolgeturnier des Coupe UDEAC)
- 3. Platz 2003
- 4. Platz 2005
- Vorrunde 2006

## Rekordspieler
Stand: 19. November 2024
Fettgesetzte Spieler sind noch aktiv.
| #  | Spieler             | Spiele | Tore | Zeitraum  |
| -- | ------------------- | ------ | ---- | --------- |
| 01 | Jonas Bahamboula    | 56     | 13   | 1969–1982 |
| 01 | Delvin N’Dinga      | 56     | 1    | 2008–     |
| 03 | Destin Makita       | 55     | 1    | 2001–2013 |
| 04 | Barel Mouko         | 51     | 1    | 2004–2018 |
| 05 | Oscar Ewolo         | 44     | 2    | 2000–2013 |
| 06 | Prince Oniangué     | 43     | 8    | 2008–2019 |
| 07 | Magnoléké Bissiki   | 42     | 0    | 2012–     |
| 08 | Francis N’Ganga     | 41     | 3    | 2008–2017 |
| 09 | Thievy Bifouma      | 40     | 16   | 2014–     |
| 10 | Cristoffer Mafoumbi | 38     | 0    | 2012–     |
| 10 | Brice Samba         | 38     | 0    | 1990–2001 |
| 12 | Férébory Doré       | 37     | 10   | 2010–2017 |
| 12 | Fabrice Ondama      | 37     | 05   | 2006–2017 |

| # | Spieler                 | Tore | Spiele | Zeitraum  |
| - | ----------------------- | ---- | ------ | --------- |
| 1 | Thievy Bifouma          | 16   | 40     | 2014–     |
| 2 | Jonas Bahamboula        | 13   | 56     | 1969–1982 |
| 3 | François M’Pelé         | 12   | 29     | 1971–1978 |
| 4 | Paul Moukila †          | 11   | 31     | 1970–1978 |
| 5 | Férébory Doré           | 10   | 37     | 2010–2017 |
| 5 | Anges Ngapy             | 10   | 33     | 1984–1993 |
| 7 | Prince Oniangué         | 8    | 43     | 2008–     |
| 7 | Jean-Jacques N’Domba    | 8    | 35     | 1974–1992 |
| 9 | Silvère Ganvoula        | 5    | 28     | 2014–     |
| 9 | Guy Mbenza              | 5    | 21     | 2016–     |
| 9 | Fabrice Ondama          | 5    | 37     | 2006–2017 |
| 9 | Rolf-Christel Guié-Mien | 5    | 25     | 1996–2008 |

## Trainer
- Christian Letard (2004–2005)
- Gaston Tchiangana (2005–2007)
- Noël Tosi (2007)
- Ivica Todorov (2010)
- Robert Corfou (2010–2011)
- Jean-Guy Wallemme (2011–2012)
- Kamel Djabour (2012–2013)
- Claude Le Roy (2013–2015)
- Pierre Lechantre (2016)
- Sébastien Migné (2017–2018)
- Valdo Filho (2018–2021)
- Paul Put (2021–2023)
- Isaac N'Gata (Seit 2023)

## Spieler
- François M’Pelé (1971–1978)[7]
- Paul Moukila (1971–1978)
- Luc-Arsène Diamesso (1996–2004)
- Rolf-Christel Guié-Mien (1996–2008)
- Christopher Samba (2004–2013)[8]